# Tomodon orestes
Tomodon orestes är en ormart som beskrevs av Harvey och Muñoz 2004. Tomodon orestes ingår i släktet Tomodon och familjen snokar. Inga underarter finns listade i Catalogue of Life.
Arten förekommer i Bolivia och norra Argentina. Honor lägger inga ägg utan föder levande ungar.
The Reptile Database listar arten i släktet Apographon. Artepitetet i det vetenskapliga namnet är bildat av det gammalgrekiska ordet för en boende i en bergstrakt.
Arten lever i bergstrakter mellan 1300 och 3400 meter över havet. Den vistas i torra skogar, i buskskogar och i gräsmarker. Exemplaren gömmer sig i den låga växtligheten. Denna orm kan lätt förväxlas med Bothrops jonathani som lever i närheten.
Beståndet hotas av landskapsförändringar och bränder. IUCN listar arten som nära hotad (NT).